# تاكاشي أوداوارا
تاكاشي أوداوارا (باليابانية: 小田原貴) هو لاعب كرة قدم ياباني في مركز الوسط، ولد في 1992 في طوكيو في اليابان. لعب مع Davao Aguilas F.C. ‏.

## وصلات خارجية
- تاكاشي أوداوارا على موقع قاعدة بيانات كرة القدم.إي يو (الإنجليزية)
- تاكاشي أوداوارا على موقع Soccerway.com (الإنجليزية)